# اچ‌ام‌اس ای۲
اچ‌ام‌اس ای۲ (به انگلیسی: HMS A2) یک زیردریایی بود که طول آن ۱۰۵٫۲۵ فوت (۳۲٫۰۸ متر) بود. این زیردریایی در سال ۱۹۰۳ ساخته شد.